# Padang Lengkuas
Padang Lengkuas is een bestuurslaag in het regentschap Lahat van de provincie Zuid-Sumatra, Indonesië. Padang Lengkuas telt 905 inwoners (volkstelling 2010).